# Květen 2021
Toto je archivovaný článek z portálu Aktuality.
2. května – neděle
 V Ciudadu de México se pod soupravou metra na lince 12 zhroutil most, z místa je hlášeno nejméně 23 mrtvých, desítky dalších byly zraněny. 
3. května – pondělí
 Kačjinští povstalci sestřelili vojenskou helikoptéru operující v Kačjinském státě na severu Myanmaru. 
4. května – úterý
 Prezident republiky Miloš Zeman podepsal novelu volebního zákona pro podzimní volby do poslanecké sněmovny, která částečně odstraňuje znevýhodnění menších politických stran. 
8. května – sobota
 Při explozích v afghánském Kábulu zemřelo nejméně 40 lidí. 

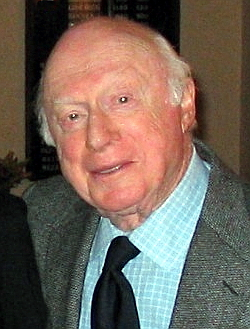
Norman Lloyd

9. května – neděle
 Na Izrael byly z Pásma Gazy odpáleny čtyři rakety. 
11. května – úterý
 Při útoku na školu v Kazani zemřelo devět lidí. 
 Ve věku 106 let zemřel nejstarší aktivní herec na světě Norman Lloyd (na obrázku). 
12. května – středa
 Během izraelsko-palestinských střetů již přišlo o život 37 lidí, jsou hlášeny stovky zraněných. 
14. května – pátek
 Nejvyšší státní zástupce Pavel Zeman oznámil rezignaci ke 30. červnu. 
15. května – sobota
 Čína vůbec poprvé úspěšně přistála s roverem Ču-žung na Marsu. 
17. května – pondělí
 Milan Hnilička rezignoval na post předsedy Národní sportovní agentury. 
18. května – úterý

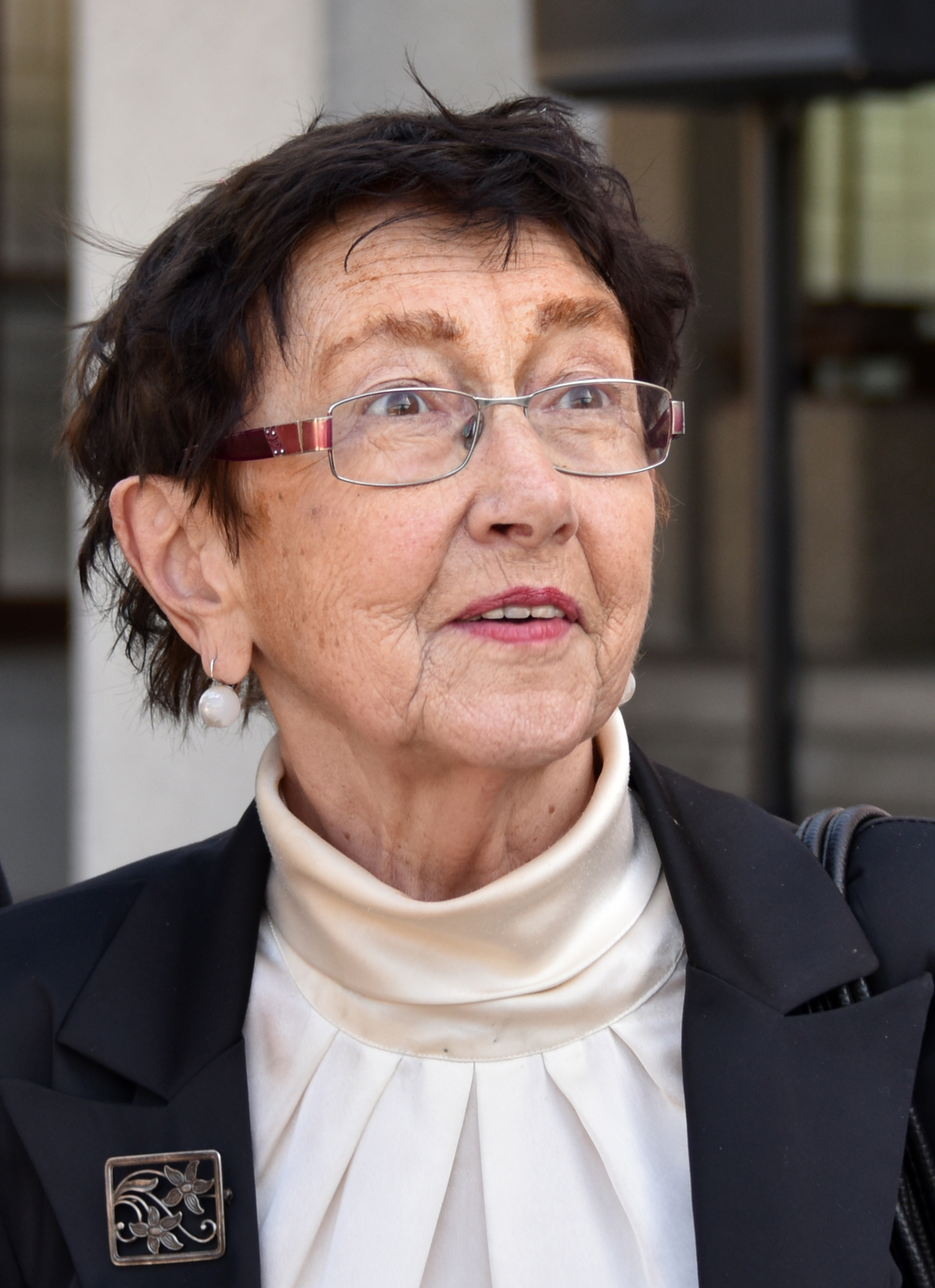
Jiřina Šiklová

 Ministerstvo zdravotnictví ČR ukončilo spolupráci s Mezioborovou skupinou pro epidemické situace. 
 V Moskvě padl teplotní rekord. 
19. května – středa

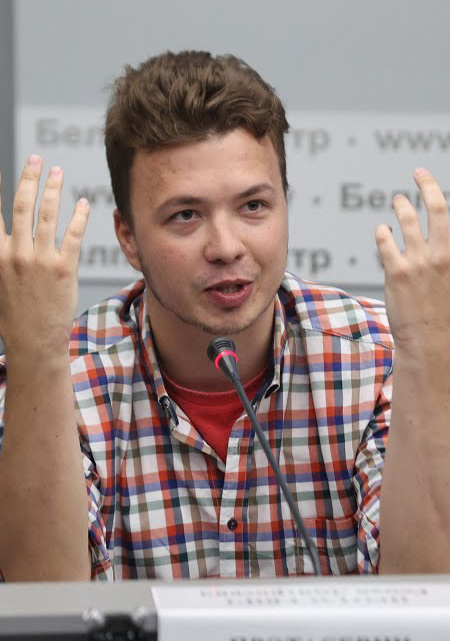
Raman Pratasevič

 Státní duma schválila jednomyslně odstoupení Ruska od Smlouvy o otevřeném nebi. 
22. května – sobota
 Vítězem Eurovision Song Contest 2021 se stala italská rocková skupina Måneskin s písní „Zitti e buoni“. 
 Ve věku 85 let zemřela česká socioložka a publicistka Jiřina Šiklová (na obrázku). 
23. května – neděle
 Nejméně 15 lidí bylo zabito, poté co lávový proud ze sopky Nyiragongo zasáhl dvoumilionové konžské město Goma. 
 Běloruský novinář a disident Raman Pratasevič (na obrázku) byl zatčen v běloruském Minsku poté, co běloruská stíhačka přiměla k přistání letoun, kterým cestoval z Řecka do Litvy. 
 Při závodě v běhu na 100 km na severozápadě Číny zemřelo v důsledku prudké změny počasí nejméně 21 běžců. 
 Při pádu lanovky na hoře Mottarone v Itálii zemřelo nejméně 12 lidí. 
24. května – pondělí

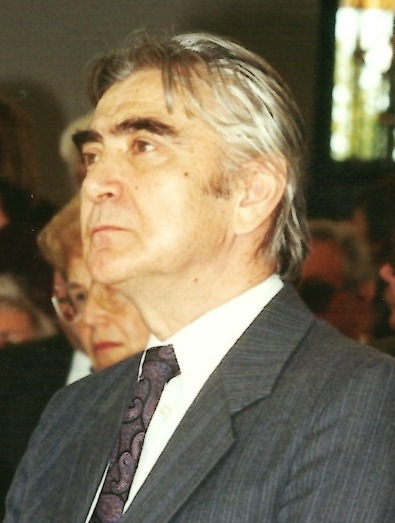
Ludvík Kolek

 Bělorusko a Lotyšsko si vzájemné vyhostily velvyslance a většinu diplomatického sboru v důsledku nedělního leteckého bezpečnostního incidentu. 
25. května – úterý
 Český premiér Andrej Babiš oznámil konec působení Petra Arenbergera ve funkci ministra zdravotnictví a záměr pověřit vedením resortu opět Adama Vojtěcha, který rezignoval na podzim 2020. 
27. května – čtvrtek
 Ve věku 87 let zemřel český architekt, sochař a malíř Ludvík Kolek (na obrázku). 
28. května – pátek
 Evropská léková agentura schválila vakcínu proti covidu-19 od společností Pfizer a BioNTech pro děti mezi 12 a 15 lety. 